# Économie de l'Espagne
L’économie de l'Espagne est la quatrième économie de l’Union européenne et la quatorzième plus grande économie mondiale par PIB (en 2019, 12e en 2012). L’économie de ce pays a été marquée au cours des années 2000 par une croissance économique très forte, liée en partie à un boom de la construction dans l'immobilier, dont l'arrêt brutal en 2008 a ébranlé l'ensemble du pays (voir bulle immobilière espagnole). Madrid, la capitale est une des villes les plus importantes en Europe. Pendant de nombreuses années, la ville resta une ville administrative, centralisant les activités de l'État. L'industrialisation est arrivée de façon massive après la guerre civile. Elle a été concentrée dans les domaines de mécanique de précision, électronique, pharmaceutique, etc. Le centralisme étatique favorisa la croissance économique de la ville. De nombreuses entreprises y installèrent leur siège national pendant cette période.
En 2010, l'Espagne, comme la zone euro, est touchée de plein fouet par la crise financière qui a débuté en 2008 (hausse importante de la dette publique, hausse du chômage, crise de confiance des investisseurs). En 2022, 10 % de la population espagnole détiennent 54 % de la richesse du pays, tandis que les 50 % d'Espagnols les plus pauvres n'en détiennent que 7,8 %.

## L'empire espagnol
Les relations économiques entre l'Amérique espagnole et l'Europe entre le XVIe et le XVIIIe siècle ont été primordiales pour l'économie espagnole.

## L'Espagne auXXesiècle

### Pendant le régime du généralFranco
En 1939, à la fin de la guerre civile, l'Espagne était un pays ruiné, ses industries détruites par les franquistes et sa réserve d'or partie en direction de l'Union soviétique.
L'Espagne a hérité d'une économie corporatiste du régime du général Franco, caractérisée par un manque de liberté économique par rapport aux autres nations d'Europe, politique de relative autarcie.
Les échanges internationaux furent aussi limités à cause de l'ostracisme des nations alliées par rapport à un pays ayant soutenu l'Axe Rome-Berlin.[réf. nécessaire]
À partir de la libéralisation économique de 1959, le pays eut un des plus forts taux de croissance[Quand ?] des pays occidentaux notamment grâce au tourisme.
En 1975, le PIB individuel moyen dépassait 77 % de la moyenne des pays du Marché Commun et l'Espagne était alors la neuvième puissance industrielle du monde[réf. nécessaire].

### 1982-1996 (GouvernementdeFelipe González)
L'entrée de l'Espagne dans la Communauté économique européenne (CEE) - ancêtre de l'Union européenne actuelle - le 1er janvier 1986 a nécessité l'ouverture de l'économie du pays, la modernisation de son industrie, l'amélioration de son infrastructure et la révision de sa législation économique pour suivre les  directives de l'UE. Grâce à ceci, l'Espagne a accéléré la croissance de son PIB, réduit la dette publique et le taux de chômage de 23 % à 15 % en trois ans ainsi que l'inflation sous les 3 %. Les défis les plus importants pour l'économie espagnole incluent la réduction du déficit public, une réduction plus importante du taux de chômage, la réforme du code du travail, la réduction de l'inflation et l'augmentation du PIB par habitant. Entre 1986 et 2006, l'Espagne est le premier bénéficiaire des pays membres du fond de cohésion de l'Union européenne.
Cependant, après le pic de croissance vers la fin des années 1980, l'économie espagnole est entrée en récession à partir de mi-1992. Le taux de chômage atteint 23,90 % en 1994.
De plus, à la fin de cette période, le gouvernement a essuyé plusieurs affaires de corruptions, touchant par exemple Rafael Vera ou Luis Roldán.

### 1996-2004 (GouvernementdeJosé María Aznar)
Le ministre de l'économie est Rodrigo Rato.
L'économie espagnole a connu une reprise durant la première administration Aznar (1996-2000) grâce à un retour de la confiance des consommateurs et l'accroissement de la consommation privée, bien que la croissance ait ralenti en fin de mandat. Le taux de chômage reste un problème à 11,7 % (2003), mais ceci représente néanmoins une amélioration importante par rapport à ce qu'a connu l'Espagne sous le gouvernement de Felipe González. La dévaluation de la peseta durant les années 1990 a rendu les exportations espagnoles compétitives, mais la force de l'euro depuis son adoption en 1999 a élevé des critiques selon lesquelles les exportations espagnoles sont trop chères par rapport à la marge de manœuvre des acheteurs étrangers. Cependant, ceci a été masqué par la facilité accrue d'échange avec les autres pays de la zone euro.
Durant la période Aznar, l'exécutif a poursuivi la privatisation d'entreprises publiques et concentré son attention sur la réduction de la dette. Les investissements dans la recherche sont drastiquement réduits et de larges coupes sont également décidées dans les dépenses sociales. La construction de logements sociaux diminue de plus de 30 % et les ménages s'endettent en réaction à la forte augmentation du prix des terrains constructibles.

### 2004-2011 (Gouvernement deJosé Luis Rodríguez Zapatero)
La politique économique reste sensiblement la même que celle du gouvernement Aznar. L'économie est d'abord dans un bon moment avec une croissance économique de plus de 3,5 % (2005: + 3,6 %, 2006 : + 4,0 %, 2007 : + 3,6 %) et une dette qui respecte les limites de l'Union européenne, réduit jusqu'à 36,1 %) fin 2007.
Les années 2005-2007 ont été exceptionnelles pour l'Espagne en ce qui concerne le chômage : celui-ci est passé de 10,56 % fin 2004 à 8,7 % fin 2005, puis 7,9 % mi-2007. Il s'agit du plus bas taux de chômage depuis 1978. De plus, on note une forte disparité entre les régions, certaines ayant des taux de chômage inférieurs à 6 %, comme la Communauté autonome du Pays basque - Euskadi (3,4 %), la Catalogne (5,90 %), Madrid (5,92 %) ou la Navarre (5,95 %), alors que d'autres régions ont des taux supérieurs à 13 % (Estrémadure, 15,31 %, ou Andalousie, 13,83 %). Le marché du travail espagnol est caractérisé par la forte prévalence des contrats à durée déterminée (31 % des contrats).
L'inflation en 2006 est de 3,5 % et la croissance économique de 3,9 %. M. Rodríguez Zapatero déclare alors qu'à ce rythme, l'économie espagnole dépasserait des pays comme l'Allemagne ou l'Italie en PIB par habitant, en deux ou trois années (et en fait le PIB par habitant espagnol a dépassé celui de l'Italie en 2006 et 2007).
Bruxelles prévoit alors, une fois encore, que parmi les grandes économies européennes, la plus grande croissance économique sera pour 2007 en Espagne, dans un espace européen plus dynamique.
En 2008, l'Espagne est touchée par la crise mondiale. Le chômage augmente pour atteindre 18,9 % en août 2009 selon Eurostat, puis 21,2 % en août 2011.
Le lundi 19 janvier 2009, l'agence de notation Standard & Poor's a abaissé sa notation de la dette espagnole à long terme, de "AAA" à "AA+", puis "AA" le 28 avril 2010, puis "AA-" le 14 octobre 2011. L'agence Fitch Ratings abaisse de même de "AAA" à "AA+" le 28 mai 2010, puis de deux crans à "AA-" le 7 octobre 2011. Moody's abaisse la note de "Aaa" à "Aa1" le 30 septembre 2010.
Depuis 2010, Amazon a investi plus de 17,5 milliards d'euros dans les opérations espagnoles à travers le pays.

### Depuis 2011 (Gouvernement deMariano Rajoy)
En 2017, l'Espagne compte deux fois plus de "supers riches" qu'avant la crise de 2008. Près de 50 % du PIB du pays est détenu par 0,4 % de la population.
La commission des Nations unies sur la pauvreté et les droits de l'homme indique dans son rapport consacré à l'Espagne que 26,1 % de la population (et même 29,5 % pour les enfants) vivent dans la pauvreté en 2019. Le rapport relève également la « quasi inexistence » de logements sociaux à bas prix, le manque de services publics pour les personnes vivant dans la pauvreté en milieu rural, et la précarité dans laquelle vivent des centaines de milliers de personnes disposant pourtant d'un emploi.
Philip Alston, le rapporteur spécial de la commission, a déclaré avoir vu des zones que « de nombreux Espagnols ne reconnaîtraient pas comme faisant partie de leur pays », tels qu'un bidonville aux « conditions bien pires qu'un camp de réfugiés », des quartiers pauvres « où les familles élèvent leurs enfants avec un manque de services publics, de cliniques, de centres d'emploi, de sécurité, de routes goudronnées et même d'électricité ». Selon lui, la reprise économique du pays a profité essentiellement aux plus riches et la persistance d'un tel niveau de pauvreté dans un pays développé semble être le résultat d'un choix politique.

## Réduction de fonds de l'Union européenne
Les apports de capital provenant de l'UE, qui ont grandement contribué à l'autonomisation économique espagnole depuis son adhésion à la CEE, a diminué considérablement au cours des dernières 20 années en raison de la normalisation économique par rapport à d'autres pays et les effets de l'élargissement de l'UE. D'une part, des fonds agricoles de la Politique agricole commune de l'Union européenne sont réparties sur plusieurs pays (les pays d'Europe orientale ont un secteur agricole important), d'autre part, les fonds structurels et de cohésion ont diminué inévitablement en raison du succès économique de l'Espagne (puisque leur revenu a fortement progressé en termes absolus), et due à l'intégration des pays moins développés, abaisse le revenu moyen par habitant (ou PIB par habitant), de sorte que les régions espagnoles relativement moins développés, sont venus à être dans la moyenne européenne ou même au-dessus.

## Géographie économique
La communauté autonome du Pays basque est la communauté autonome la plus riche avec 31 952 euros PIB par habitant devant de la communauté de Madrid, la Navarre, la Catalogne, l'Aragon, les Baléares, La Rioja et la Cantabrie. Elles bénéficient tout à la fois d'une relative proximité avec le cœur économique de l'Union Européenne, et d'un dynamisme structurel au niveau du tourisme. Ils sont au-dessus de la moyenne espagnole 23 877 euros PIB par habitant.
La Castille et Leon, lds Asturies, Ceuta, Melilla, la communauté valencienne, les Îles Canaries, la Galice, la région de Murcie, l'Andalousie, la Castille-La Manche et l'Estrémadure, sont les régions les moins riches. L'Andalousie, destination très touristique, s'est considérablement enrichie ces dernières années, et jouit désormais d'un confort économique justifiant son statut d'autonomie. Ils sont au-dessous de la moyenne espagnole 23 877 euros PIB par habitant.

Distribution du PIB par habitant par communautés autonomes en 2008 en €.

| - Entre 28.001 et 31.952 - Entre 23.875 et 28.000 (moyenne d'Espagne 23.874) - Entre 20.001 et 23.873 - Entre 16.714 et 20.000 |

| Ranking | Communauté Autonome    | Nominal (€) 2008 | Nominal (€) 2006 | Nominal (€) 2004 | PPA (€) 2004 |
| ------- | ---------------------- | ---------------- | ---------------- | ---------------- | ------------ |
| 1       | Pays basque - Euskadi  | 31.952           | 28.346           | 24.509           | 26.975       |
| 2       | Communauté de Madrid   | 30.998           | 28.850           | 25.818           | 28.416       |
| 3       | Navarre                | 30.402           | 27.861           | 24.761           | 27.252       |
| 4       | Catalogne              | 27.914           | 26.124           | 23.533           | 25.900       |
| 5       | Aragon                 | 26.107           | 23.786           | 20.984           | 23.095       |
| 6       | Iles Baleares          | 25.838           | 24.456           | 22.332           | 24.579       |
| 7       | La Rioja               | 25.621           | 23.495           | 21.370           | 23.520       |
| 8       | Cantabrie              | 24.466           | 21.897           | 19.156           | 21.084       |
| 9       | Castille et Leon       | 23.183           | 21.244           | 18.533           | 20.398       |
| 10      | Asturies               | 22.443           | 19.868           | 16.995           | 18.705       |
| 11      | Ceuta                  | 22.293           | 20.171           | 17.654           | 19.430       |
| 12      | Melilla                | 21.570           | 19.929           | 17.178           | 18.906       |
|         |                        |                  |                  |                  |              |
| 13      | Communauté valencienne | 21.366           | 20.239           | 18.340           | 20.185       |
| 14      | Canaries               | 20.994           | 19.924           | 18.126           | 19.950       |
| 15      | Galice                 | 20.572           | 18.335           | 15.284           | 17.416       |
| 16      | Région de Murcie       | 19.541           | 18.400           | 16.481           | 18.140       |
| 17      | Andalousie             | 18.359           | 17.251           | 15.154           | 16.679       |
| 18      | Castille-La Manche     | 18.222           | 17.339           | 15.456           | 17.011       |
| 19      | Estremadure            | 16.714           | 15.054           | 13.101           | 14.419       |
|         | Moyenne d'Espagne      | 23.874           | 22.152           |                  |              |

## Secteurs économiques

### Secteur primaire: agriculture, pêche, mines...
En 2009 :

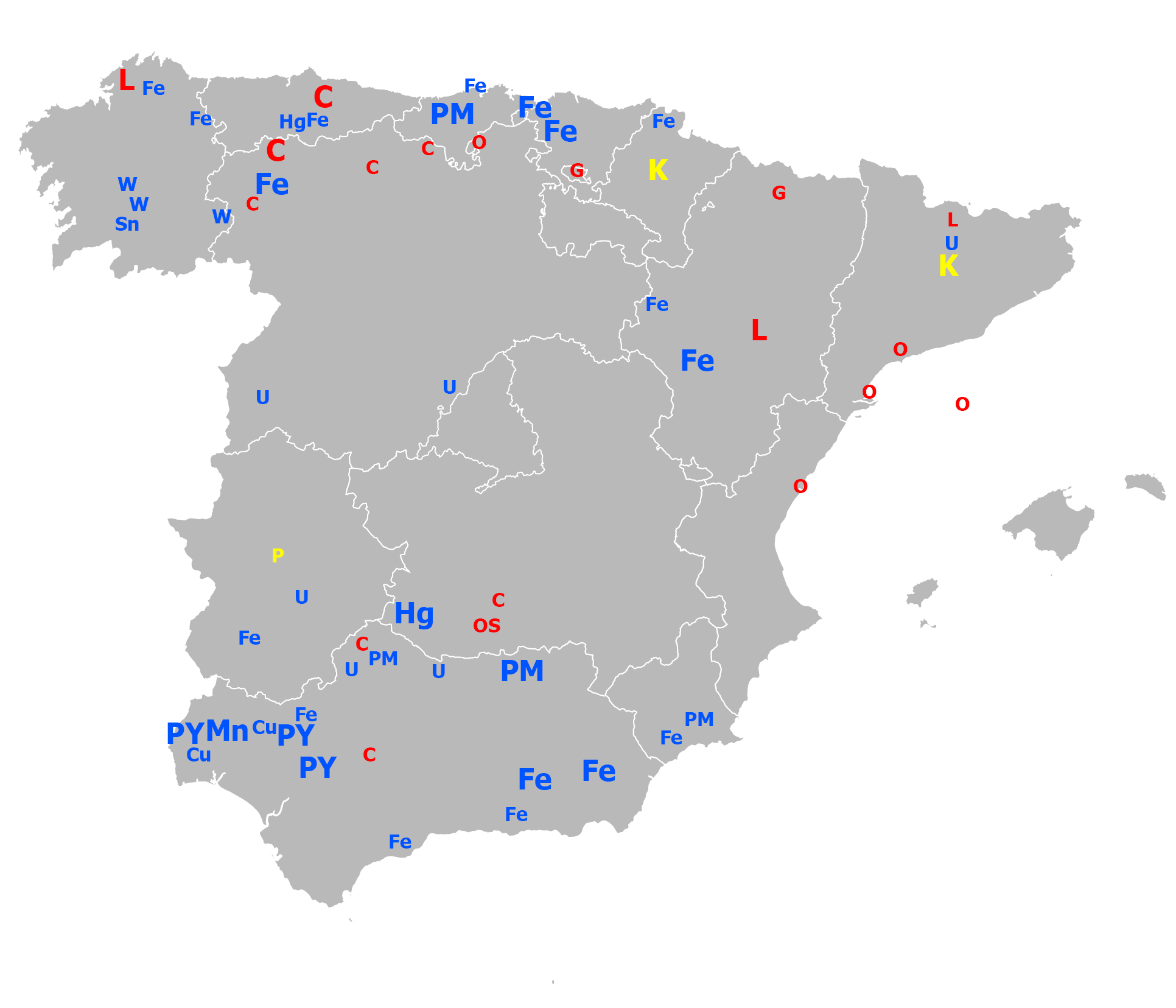
Ressources naturelles de l'Espagne. Les métaux sont marqués en bleu, les combustibles fossiles sont rouges, le sel potassique et les phosphorites sont jaunes.

- premier producteur mondial d'huile d'olive ;
- second producteur européen de coton ;
- troisième producteur européen de tabac.

Cette même année, la production minérale espagnole est surtout centré sur les ressources de productions non énergétique. En ne prenant en compte que la valeurs des minéraux non métalliques et métalliques, ainsi que les produits miniers, l’Espagne est à la neuvième place mondiale. En revanche, avec les produits énergétiques comme le charbon, le pétrole et l'industrie pétrolière en Espagne, le gaz ou l’uranium, l’Espagne passe à la 38e place.
En 2009, l’Espagne a un sol renfermant plus de cent produits minéraux mais ceux-ci ne sont pas en quantité importante. Les principales richesses exploitées en Espagne sont le plomb, les pyrites de cuivre, le mercure et le fer, base de l’industrie lourde. On ne peut en extraire que dix-sept en assez grande quantité :
- minéraux métalliques : le fer, le cuivre, le pyrite, l’étain, le plomb, le mercure et le wolfram.
- minéraux non métalliques : l’argile réfractaire et bentonite, le quartz, le spath fluor, la glauberite, le sel de mer et la roche, la magnésite brulée, le sel potassique et sépiditique.

Les vestiges de l'absolutisme sont persistants dans l'agriculture. Le roi, l’Église et les détenteurs de titres de noblesse demeurent les principaux propriétaires terriens du pays, et à ce titre bénéficient des aides européennes au développement des régions (1,85 million d'euros de subvention 2003 pour la duchesse d'Albe).
Les conditions de travail des travailleurs immigrés sont souvent déplorables : rémunération inférieure au salaire minimum et heures supplémentaires pas toujours payées, manque de protections sanitaires, logements surpeuplés, etc.

### Secteur secondaire
Les régions les plus industrielles sont la Catalogne, le Pays basque et Madrid.
L’Espagne est au cinquième rang mondial dans les domaines de productions de machines-outils et ferroviaire (Pays Basque), de construction navale (Galice, Pays Basque) et de l’automobile (Mercedes-Benz, SEAT, Santan Motor, Fasa-Renault, Ford, Nissan, PSA Peugeot Citroën), de l'électronique (Catalogne), aéronautique (Pays Basque, Andalousie), Industrie légère et services Madrid.
L'Espagne est le plus grand utilisateur de techniques de dessalement du monde occidental. Les entreprises espagnoles, situées à la tête du marché, exportent dans de nombreuses régions du monde : l'Inde, le Moyen-Orient et l’Amérique du Nord.

### Secteur tertiaire

#### L'économie du tourisme
En 2010, avec 53 millions de touristes, l'Espagne est la quatrième destination touristique mondiale pour ce qui est du nombre de visiteurs, derrière la France (environ 79 millions), les États-Unis (environ 61 millions) et la Chine (environ 56 millions). Il s'agit d'un secteur important pour l'économie espagnole, représentant 10 % du PIB. La fréquentation touristique de l'Espagne est en croissance régulière, bénéficiant d'une image positive au niveau des aménités : soleil, fête, accueil, milieux branchés.

## Du miracle économique à la crise

### Le taux dechômage
La fragilité du système économique espagnol est démontrée par la rapide croissance du taux de chômage, après des mois de chute rapide. 
Avec la crise débutée en 2008, le chômage touche 17,4 % de la population active, le plus fort taux de l'Europe occidentale. 
Selon l'Institut Espagnol de la Statistique, le chômage atteint près de 21 % de la population active, au deuxième trimestre 2011. En mars 2012 le chômage touche 4,75 millions de personnes, soit 23,6 % de la population active, le taux le plus élevé de l'UE et il atteint 26,02 % en janvier 2013. En 2014, le taux a commencé à tomber, et ce de manière particulièrement rapide (à 19,1 % début 2017), mais cela s'est aussi traduit par une précarisation du travail (contrats temporaires, facilités de licenciement...),.
Le taux de chômage est tombé en 2023 à moins de 12 %, soit deux fois moins que dix ans plus tôt. Néanmoins, les emplois créés sont souvent précaires et peu rémunérés. En conséquence, beaucoup de salariés n'ont pas les moyens de quitter le domicile de leurs parents. En outre, les fragilités structurelles de l’emploi local demeurent importantes. Les disparités entre régions sont considérables : le taux de chômage est ainsi de 6,3 % au Pays basque, contre 17,6 % en Andalousie.

### L'endettement des ménages
Les ménages se sont fortement endettés au cours des années 2000. La dette des ménages représente 130 % de leurs revenus en 2007.

### Pauvreté
Selon l'UNICEF, l'Espagne est l'un des pays développés où la pauvreté infantile y est la plus élevée. En 2017, plus d'1 million et 400 milles enfants vivent dans un état de grande pauvreté. Les dépenses sociales étant faibles en Espagne, seule une famille pauvre sur trois reçoit de l’État des allocations familiales.
En 2018, l'Institut national des statistiques (INE) indique que 21,6 % de la population espagnole vit dans la pauvreté ou la précarité. Les régions les plus affectées par la pauvreté sont l'Estrémadure (38,9 %), l'Andalousie (31 %) et les Iles Canaries (30,5 %).
L'Espagne ne compte que 2,5 % de logements sociaux, contre 16 % en France, tandis que les ménages pauvres sont contraints de consacrer près de 40 % de leur revenu au logement. En conséquence, 46 % des Espagnols entre 25 et 34 ans vivent encore chez leurs parents, contre 15 % en France. En 2023, le gouvernement adopte la « première loi sur le logement de la démocratie » espagnole, afin de limiter la hausse du prix des loyers et construire de nouveaux logements sociaux.
En 2022, un foyer espagnol sur sept est en situation d'insécurité alimentaire. Beaucoup de personnes dépendent des associations d'aides alimentaires.

## Relations avec le reste du monde

### Amérique du Sud et Asie
L’Amérique Latine est la zone la plus importante pour les entreprises espagnoles, spécialement Brésil, Mexique, Colombie, Pérou, Chili et l'Argentine. Les entreprises espagnoles se sont développées en Asie, notamment en Chine et en Inde. Cette expansion mondiale est un avantage concurrentiel par rapport à ses concurrents et voisins européens.
Les entreprises espagnoles sont à la pointe dans les domaines des énergies renouvelables (Iberdrola est le plus grand opérateur mondial de l'énergie renouvelable), des technologies comme Telefónica, Movistar, Corporation Mondragon, Gamesa, Indra, Abengoa, de la fabrication de trains comme la CAF, Talgo, entreprises mondiales telles que l'entreprise de textile Inditex, des compagnies pétrolières telles que Repsol et des infrastructures, avec six des dix plus grandes entreprises internationales de construction spécialisées dans les transports qui viennent d'Espagne, comme Ferrovial, Acciona, ACS, OHL et FCC.

### Europe
Aujourd'hui des entreprises comme le BBVA, Banco Santander (qui est la 1re banque de la zone euro) et Telefónica (parfois à travers sa filiale O2) sont importantes au niveau de l'UE.